# Ninian Smart

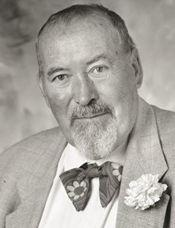
Ninian Smart

Roderick Ninian Smart (6 mei 1927 – 29 januari 2001) was een Schotse godsdienstwetenschapper. Als zodanig was hij een van de meest vooraanstaande godsdienstwetenschappers en autoriteiten in zijn vakgebied van de 20e eeuw. Hij werkte onder andere aan de universiteiten van Lancaster en van Santa Barbara (Californië).

## Criticus van de traditionele theologie én het secularisme
Smart nam enerzijds afstand van de traditionele theologie, omdat waarheid en waarden voor hem object van onderzoek moesten zijn en niet van Apologie. Al zag hij zijn cross-cultural studies in contrast met de theologie en als agnostisch in relatie tot de vraag naar de waarheid, hij stond desalniettemin kritisch tegenover bijvoorbeeld de secularisatiethese zoals die in het voetspoor van Max Weber door Peter Berger werd gerepresenteerd, omdat die uitging van de propositie van een voortschrijdend  atheïsme, in plaats van een transformatie van de religiositeit van mensen. Hij preludeerde op de opvatting van de meeste (post)moderne godsdienstwetenschappers, die religie niet (meer) als een relict van het verleden zien, maar concluderen dat iedere tijd zijn eigen creatieve vormen van religie en aanpassingen van bestaande wereldreligies schept. Hij distantieerde zich daarom van superieure uitingen van antireligiositeit van sommige stromingen in het secularisme, omdat hij vond dat ze ten aanzien van zingeving in de wereld “dezelfde competitie spelen”.  Een bekende uitspraak van hem is: “I … believe we are moving toward a global ideology that has a place for religion and recognizes the contributions of the different traditions. Hopefully, it will have an overarching view as to how we can work together for the promotion of human values and spirituality.” Smart onderzocht ook niet-religieuze ideologieën of wereldbeschouwingen en nieuwe religieuze bewegingen. Hij was van mening dat godsdienstige en seculiere wereldbeschouwingen elkaar niet moeten bestrijden maar zich aan elkaar zouden moeten aanpassen.

## Godsdienstwetenschappelijk onderzoeksparadigma
Smart is wetenschappelijk vooral bekend vanwege zijn zevenledig paradigma, de zeven dimensies waarbinnen hij iedere religie en wereldbeschouwing onderzocht. Het marxisme, het wetenschappelijk humanisme of het radicale rationalisme even goed als bijvoorbeeld het jodendom, het katholicisme en protestantisme, de islam, het hindoeïsme, het boeddhisme, het jainisme, het confucianisme, het taoïsme, enzovoorts. Hij beschreef, typeerde en vergeleek ze naar:
1. Doctrinaire of filosofische dimensie
2. Verhalende dimensie
3. Morele of ethische dimensie
4. Ondervindelijke dimensie
5. Rituele dimensie
6. Sociale dimensie
7. Materiële dimensie

## Vredesactivist
Smart was een lid van het internationale bestuur van het Global Ethics and Religion Forum. In aanvulling op zijn onderwijs, onderzoek en publicaties was hij ook een vredesactivist, die grote betekenis hechtte aan interreligieuze ontmoeting en dialoog. Zo raakte hij betrokken bij de ontmoetingen van wereldreligies die in 1985, 1990, 1992 werden gesponsord door Sun Myung Moon, maar behoorde niet tot diens godsdienstige beweging. 

## Publicaties
- Reasons and Faiths: An Investigation of Religious Discourse, Christian and Non-Christian (1958)
- A Dialogue of Religions (1960)
- Philosophers and Religious Truth (1964)
- Secular Education and the Logic of Religion (1968)
- The Religious Experience of Mankind (1969)
- The Phenomenon of Religion (1973)
- The Science of Religion & the Sociology of Knowledge: Some Methodological Questions (1973)
- The Phenomenon of Christianity (1978)
- Beyond Ideology: Religion and the Future of Western Civilization (1981)
- Worldviews: Cross-cultural Explorations of Human Beliefs (1982)
- Nineteenth-Century Religious Thought in the West (1985; co-ed., 3 vols.)
- Dimensions of the Sacred: An Anatomy of the World's Beliefs (1996)
- The World Religions, Cambridge 1998 (Nederlandse vertaling: Godsdiensten van de wereld, Kok-Kampen 1998)